# Tantilla tayrae
Tantilla tayrae — вид змій родини полозових (Colubridae). Ендемік Мексики.

## Поширення й екологія
Tantilla tayrae відомі з типової місцевості, розташованої на схилах вулкана Такана в муніципалітеті Уніон-Хуарес на півдні штату Чіапас, на висоті 760 м над рівнем моря. Вони живуть у вологих субтропічних лісах, серед опалого листя.